# Mai più terroni
Mai più terroni. La fine della questione meridionale è un libro del giornalista e scrittore Pino Aprile, che completa la trilogia iniziata con Terroni e proseguita con Giù al Sud, e con il quale l'autore prevede la fine della questione meridionale grazie a Internet.

## Edizioni
- Pino Aprile, Mai più terroni, Edizioni Piemme, 2012,  pp. 127, ISBN 88-566-2793-0.